# Excéntricos mayas
Los excéntricos mayas son artefactos tallados de forma irregular ("excéntrica") producidos por la cultura maya clásica de la antigua Mesoamérica.  Aunque frecuentemente se los denomina "pedernales excéntricos" (en inglés: "Eccentric flint"), normalmente se fabricaban a partir de sílex, calcedonia u obsidiana.

## Distribución
Los excéntricos mayas fueron clasificados por primera vez por arqueólogos en Belice en la primera mitad del siglo XX, cuando fueron identificados como de naturaleza ceremonial. Los objetos se encuentran generalmente en la zona oriental del área maya central, en el Departamento de Petén de Guatemala y en el vecino Belice,  con pocos en el oeste y la Península de Yucatán. Se han recuperado muy pocos de las tierras altas guatemaltecas y es poco probable que alguna vez hayan sido fabricados allí. Se han encontrado pequeños excéntricos de obsidiana en la gran metrópoli de Teotihuacan en el Valle de México.

## Características físicas
Los excéntricos se encuentran entre los mejores artefactos líticos producidos por los antiguos mayas. Eran un gran desafío técnico para su producción  y requerían de una habilidad considerable por parte del artesano. Los grandes excéntricos de obsidiana pueden medir más de 30,5 cm de longitud. Su forma real varía considerablemente, pero generalmente representan formas humanas, animales y geométricas asociadas con la religión maya. 

## Contexto y posible uso

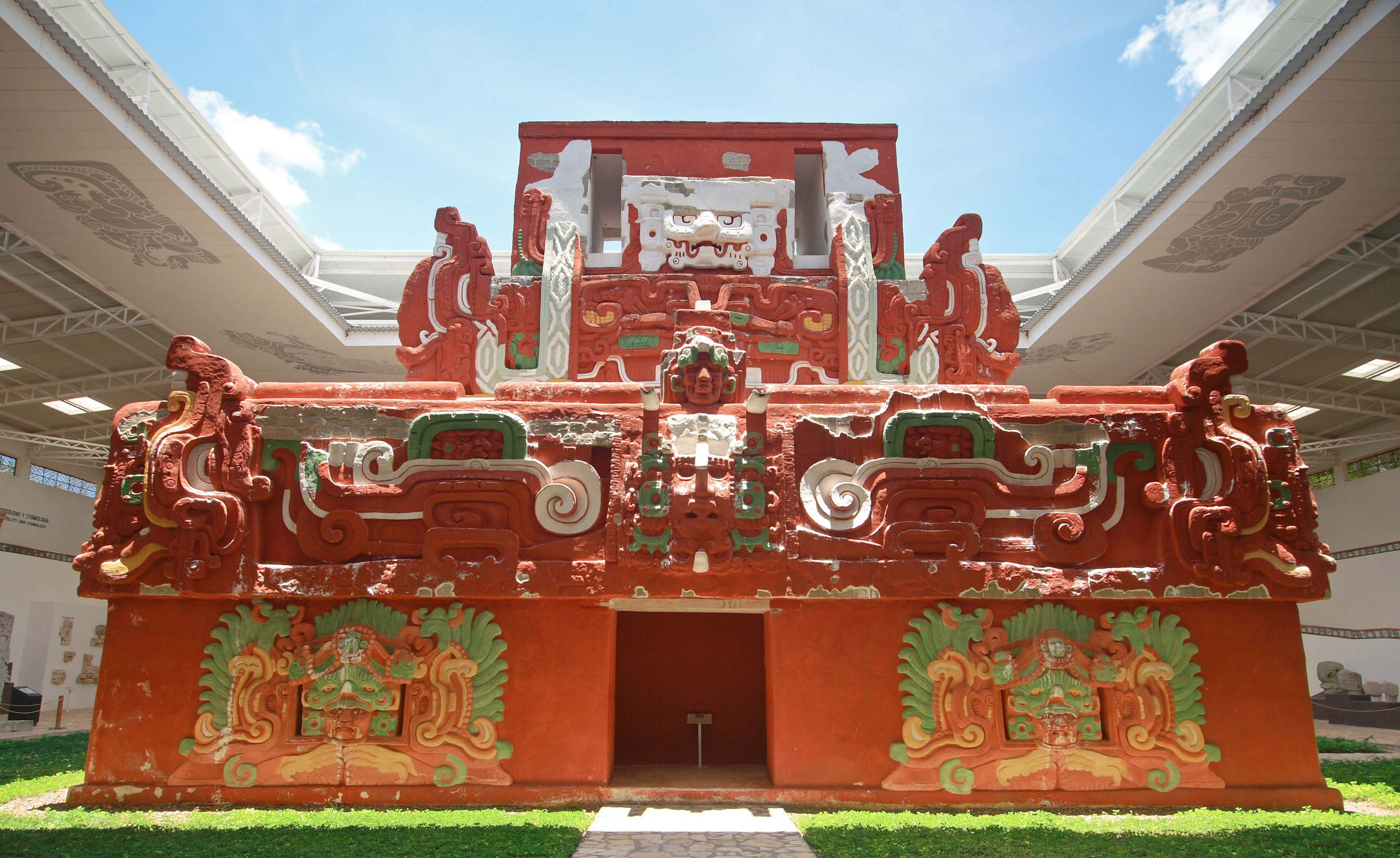
Reproducción del aspecto original del Templo de Rosalila en el Museo de Copán, Honduras.

La mayoría de los excéntricos se han recuperado de escondites excavados debajo de monumentos y edificios mayas. Así, en un escondite bajo el altar de la estela M de Copán, al pie de la Escalera Jeroglífica, se encontraron tres excéntricos idénticos, cada uno con la forma de una figura humana que se extiende hasta una espiga y muestra seis excrecencias de cabezas humanas. Nueve excéntricos con figuras humanas hallados en una habitación de un templo temprano de Copán (pirámide 16, Templo de Rosalila), y originalmente envueltos en una tela azul profundo, muestran espigas similares. La presencia de estas espigas sugiere que los ejemplares en cuestión pueden haber sido originalmente colocados en un mango o asta, posiblemente como la cabeza de un cetro,  o como la hoja de un hacha.  Algunas piezas excéntricas de sílex no eran aptas para ser usadas ni transportadas y es posible que hayan sido esculpidas específicamente para ser enterradas como ofrenda.

## Motivos representados
Los excéntricos presentan una gran variedad de formas, como medialunas, cruces, serpientes y escorpiones. Los más grandes y elaborados muestran múltiples cabezas humanas, con cabezas menores que a veces se separan de las más grandes (ver fig. 1). El rostro humano es juvenil y está elaborado como un contorno simple, con énfasis en la frente inclinada y los labios. A menudo se coloca en la frente un elemento que se parece más o menos a una antorcha humeante y que simboliza el rayo (véase fig. 2). Por esta razón, estos rostros humanos son comúnmente considerados como transformaciones de la deidad del rayo, el dios K (K'awiil).  Más específicamente, parecen representar al dios maya del maíz como una deidad del rayo, tal vez en un papel protector. También se encuentran excéntricos que representan a la propia deidad del rayo, aunque con menos frecuencia, mientras que otros combinan rostros humanos y del Dios K.  El excéntrico más famoso es quizás el interpretado por Linda Schele y sus coautores  como una «canoa de cocodrilo» que transporta el alma antropomórfica del muerto como su «pasajero».

## Antecedentes antropológicos
Como antecedente de los excéntricos que muestran deidades asociadas con los rayos, cabe destacar que entre los mayas y en Mesoamérica en general, la obsidiana se considera un "rayo fosilizado", a veces se cree que se separó de los ejes de las deidades del rayo. La deidad del rayo garantiza la fertilidad agrícola. En cuanto a los 'relámpagos' con aspecto humano, se cree que ciertos individuos poderosos poseen energías de relámpago y que tienen el rayo para una transformación.